# Halocharis clavata
Halocharis clavata är en amarantväxtart som beskrevs av Aleksandr Andrejevitj Bunge. Halocharis clavata ingår i släktet Halocharis och familjen amarantväxter. Inga underarter finns listade i Catalogue of Life.